# Anoploderomorpha abstrusa
Anoploderomorpha abstrusa är en skalbaggsart som beskrevs av Holzschuh 1989. Anoploderomorpha abstrusa ingår i släktet Anoploderomorpha och familjen långhorningar.
Artens utbredningsområde är Laos. Inga underarter finns listade i Catalogue of Life.